# Festuca petraea

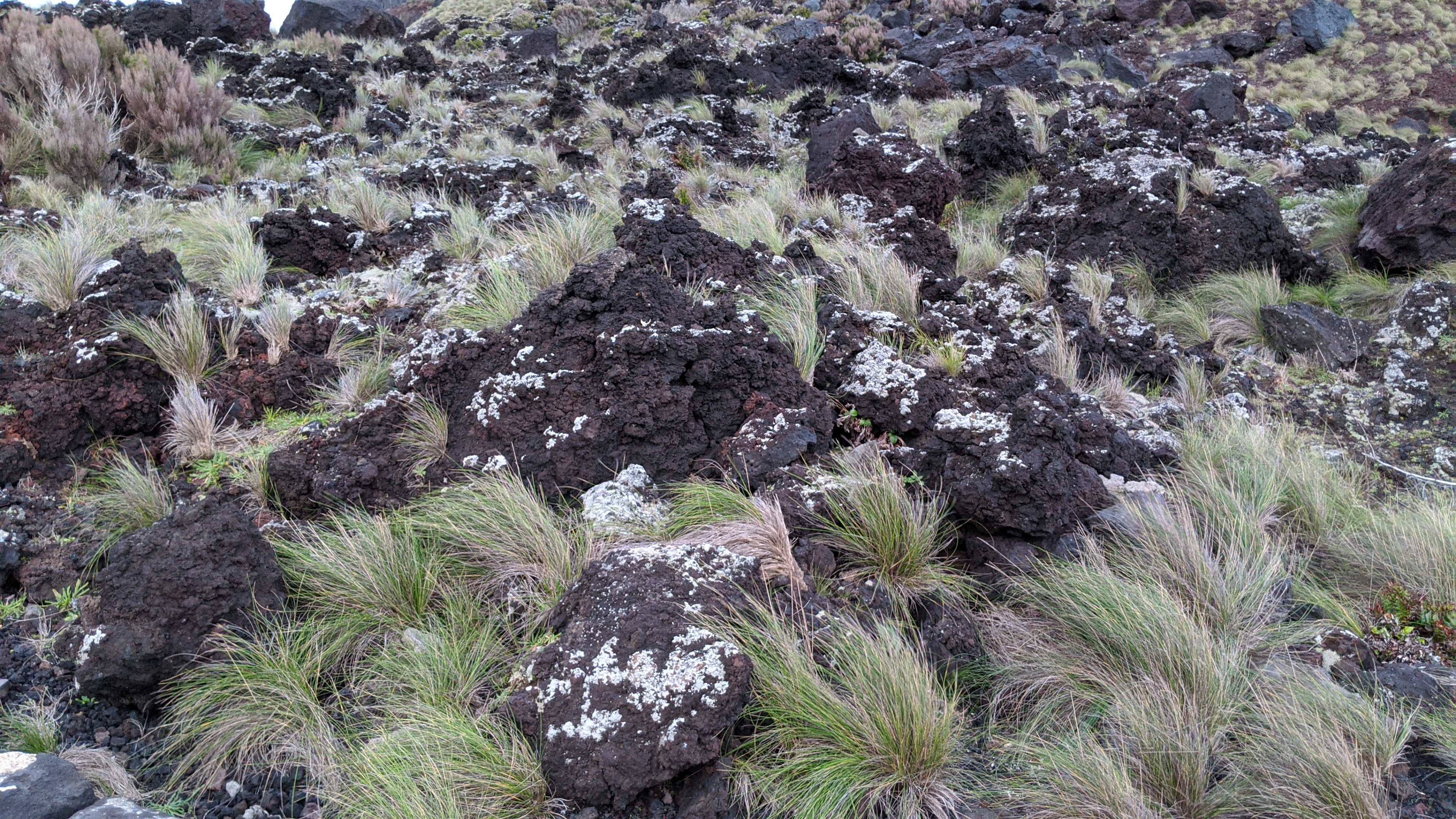
Festuca petraea no seu habitat típico.

Festuca petraea é uma espécie de planta com flor pertencente à família Poaceae. É conhecida pelos nomes comuns de feno-da-rocha, bracel-da-rocha ou bracéu. É uma espécie endémica do Arquipélago dos Açores.
A autoridade científica da espécie é Seub., tendo sido publicada em Flora Azorica 20. 1844.

## Descrição
Gramínea perene, cespitosa, formando toiças robustas, de folhas estreitas e rígidas que não ultrapassam os 40 cm de comprimento. As bainhas são purpurescentes na zona basal, aderindo à base do colmo, formando um aglomerado compacto, que inclui bainhas mortas, em torno da toiça.
Os colmos têm 30–60 cm de comprimento. As bainhas das folhas são abertas na maior parte do seu comprimento, com face externa glabras. A lígula é uma membrana eciliada (sem cílios marginais).
As folhas são lâminas filiformes, conduplicadas, rígidas, com 0,6-0,8 mm de largura. A venação da lâmina foliar apresenta 5 feixes vasculares, com 3-5 cristas internas, com o esclerênquima sub-epidérmico ligado a venações internas. Superfície da lâmina foliar pubescente, mas pilosa na face adaxial.
Flores com 3 anteras, com 2,5-3,5 mm de comprimento, agrupadas em inflorescências. A inflorescência é uma panícula aberta, oblongo e densa, com 3–8 cm de comprimento. Ramos da panícula pubescentes, com espiguetas solitárias, sendo as espiguetas férteis pediceladas.
Espiguetas oblongas, comprimidas lateralmente, com 4–7 mm de comprimento, quebrando espontaneamente na maturidade por perda da articulação abaixo de cada flósculo fértil. Ráquis com entrenós visíveis entre lemas. As espiguetas férteis apresentam flores que diminuem de tamanho em direção ao ápice.
Glumas persistentes, uniformes, mais curtas do que as espiguetas. As glumas inferiores são lanceoladas e de ápice aguçado, com consistência de papel (cartáceas), sem quilha e com uma única nervura, estando as nervuras laterais ausentes. As glumas superiores são são similares às inferiores, mas apresentam três nervuras, duas das quais laterais.
Floretas férteis com lemas oblongas, com 5 mm de comprimento e consistência semelhante a papel, sem quilha e com 5 nervuras. A superfície da lema é pubescentes, com ápice acuminado. As lemas terminam em aristos com 0,5-1,5 mm de comprimento total. Páleas com duas nervuras e superfície pubescente. Floretas apicais estéreis semelhantes às floretas férteis, embora subdesenvolvidas.
O fruto é uma cariopse com pericarpo aderente, de contorno elipsoide e hilo linear. O diásporo (dissemínulo) é constituído pela cariopse e por uma pálea alongada.
A espécie ocorre em habitats do litoral, abaixo dos 150 m, em falésias fortemente expostas às brisas marítimas, sobre rochas ou depósitos arenosos. Esta espécie foi no muito usada na produção de pincéis para caiar.

## Proteção
Não se encontra protegida por legislação portuguesa ou da Comunidade Europeia.